# Wolfenstein 1-D
Wolfenstein 1-D — пародийная компьютерная игра, демейк игры Wolfenstein 3D. Была создана разработчиком Wonder-Tonic и выпущена для свободной игры в интернет-браузерах 24 января 2011 года. Wolfenstein 1-D представляет собой «одномерную» пародию на трёхмерные шутеры от первого лица, игровой процесс в которой заключается в движении по прямой линии толщиной в один пиксель.
Игра была хорошо встречена прессой. Многие журналисты заметили в ней сатиру на линейные уровни современных игр жанра, а также отметили, что играть в Wolfenstein 1-D весело и увлекательно.

## Игровой процесс

Игровой процесс. Герой (белого цвета) стоит перед дверью (голубого цвета)

Wolfenstein 1-D является пародией на шутер от первого лица от id Software Wolfenstein 3D и полностью заимствует у него концепцию. Как и в оригинальной игре, игрок выполняет роль разведчика Уильяма (Би-Джея) Бласковица, который пытается сбежать из нацистского замка Вольфенштайн во время Второй мировой войны. При этом игра является демейком, типом ремейка, в котором оригинальное произведение целенаправленно упрощается.
Wolfenstein 1-D — «одномерная» интерпретация псевдотрёхмерной игры Wolfenstein 3D. Вся игра представляет собой одну прямую линию толщиной в один пиксель. В каждый момент времени на экране отображается примерно 600 пикселей этой линии. Все игровые элементы представлены блоками пикселей разных цветов: главный герой — белым блоком, двери — голубыми блоками, враги — оранжевыми и синими блоками, а аптечки и патроны — зелёными и фиолетовыми. Управляемый игроком герой должен двигаться слева направо по линии, открывая двери, поднимая предметы и убивая врагов. Игра заканчивается при достижении правого конца линии.
После прохождения единственного уровня, игроку демонстрируется сообщение о завершении первого эпизода, в котором сообщается, что Бласковицу предстоит остановить доктора Шаббса во втором эпизоде и «наконец накачать самого Фюрера свинцом в захватывающем третьем эпизоде. И всё это без возможности двигаться вбок».

## Разработка и выпуск
Игра была создана американским разработчиком Майком Лэйчером (под псевдонимом Wonder-Tonic) на технологии Adobe Flash и выложена на его персональном веб-сайте для свободного доступа через интернет-браузер 24 января 2011 года. О выходе игры он объявил в своём блоге в службе Tumblr. Сам автор сопроводил игру шуточным сообщением, гласившим, что «после десятилетий разработки, Wolfenstein 3D была конвертирована в захватывающее, эпохальное 1-D».
В игре используется музыка и звуковые эффекты из оригинальной Wolfenstein 3D.

## Отзывы
Гриффин МакЭлрой с сайта Joystiq написал, что, возможно, автор в своей игре хотел указать на недостаток глубины в современных шутерах, но «мы это точно пропустили, потому что были заняты весёлой стрельбой по всему». Журналист американского телеканала IFC Крис Планте тоже предположил, что игра является критикой линейных сюжетов современных игр жанра, таких как Call of Duty. Так же и Джейк Парр с сайта VG Almanac охарактеризовал Wolfenstein 1-D как «сатиру на линейный дизайн уровней» таких игр как Call of Duty и Halo.
Дункан Гир из журнала Wired написал, что удивлён тем насколько точно Лэйчер сумел воссоздать механику оригинала. Обозреватель MTV Адар Розенберг назвал игру «сумасшедшей и бездумно увлекательной» и рекомендовал людям зайти на сайт игры и потратить на неё одну или несколько минут. Майкл Маквертор с сайта Kotaku тоже положительно отозвался об игре, написав «если вы действительно не обращаете внимание на графику, поиграйте в Wolfenstein 1-D». Джим Россигнол из Rock, Paper, Shotgun отметил, что «даже если ты можешь что-то сделать, это не значит, что тебе следует это делать», но тем не менее назвал игру «на удивление хорошей».